# Campeonato Europeo de Voleibol Femenino Sub-18 de 2007
La VI edición del Campeonato Europeo de Voleibol Femenino Sub-18 se llevó a cabo en República Checa del 10 al 15 de abril. Los equipos nacionales compitieron por seis cupos para el Campeonato Mundial de Voleibol Femenino Sub-18 de 2007 a realizarse en México.

## Grupos
| Grupo A         | Grupo B  | Grupo C      | Grupo D |
| --------------- | -------- | ------------ | ------- |
| Serbia          | Alemania | Bélgica      | Italia  |
| Francia         | Rusia    | Países Bajos | Turquía |
| República Checa | Polonia  | Ucrania      | Estonia |

## Primera fase

### Clasificación
| Pos | Equipo          | PJ | PG | PP | SG | SP | PTS |
| --- | --------------- | -- | -- | -- | -- | -- | --- |
| 1   | Serbia          | 2  | 2  | 0  | 6  | 2  | 6   |
| 2   | Francia         | 2  | 1  | 1  | 4  | 3  | 3   |
| 3   | República Checa | 2  | 0  | 2  | 1  | 6  | 0   |

#### Resultados
| Fecha    | Encuentro                 | Resultado | Set   | Set   | Set   | Set   | Set | Puntuación total |
| Fecha    | Encuentro                 | Resultado | 1     | 2     | 3     | 4     | 5   | Puntuación total |
| -------- | ------------------------- | --------- | ----- | ----- | ----- | ----- | --- | ---------------- |
| 10-04-07 | Serbia - Francia          | 3-0       | 25-18 | 25-20 | 25-12 |       |     | 75-50            |
| 11-04-07 | República Checa - Serbia  | 0-3       | 16-25 | 19-25 | 14-25 |       |     | 49-75            |
| 12-04-07 | República Checa - Francia | 1-3       | 25-22 | 21-25 | 18-25 | 16-25 |     | 80-97            |

### Clasificación
| Pos | Equipo   | PJ | PG | PP | SG | SP | PTS |
| --- | -------- | -- | -- | -- | -- | -- | --- |
| 1   | Alemania | 2  | 2  | 0  | 6  | 2  | 6   |
| 2   | Rusia    | 2  | 1  | 1  | 4  | 4  | 3   |
| 3   | Polonia  | 2  | 0  | 2  | 2  | 6  | 0   |

#### Resultados
| Fecha    | Encuentro          | Resultado | Set   | Set   | Set   | Set   | Set | Puntuación total |
| Fecha    | Encuentro          | Resultado | 1     | 2     | 3     | 4     | 5   | Puntuación total |
| -------- | ------------------ | --------- | ----- | ----- | ----- | ----- | --- | ---------------- |
| 10-04-07 | Alemania - Polonia | 3-1       | 25-15 | 25-23 | 21-25 | 25-14 |     | 96-77            |
| 11-04-07 | Rusia - Alemania   | 1-3       | 22-25 | 25-21 | 16-25 | 19-25 |     | 82-96            |
| 12-04-07 | Polonia - Rusia    | 1-3       | 22-25 | 22-25 | 25-18 | 13-25 |     | 82-93            |

### Clasificación
| Pos | Equipo       | PJ | PG | PP | SG | SP | PTS |
| --- | ------------ | -- | -- | -- | -- | -- | --- |
| 1   | Bélgica      | 2  | 2  | 0  | 6  | 1  | 6   |
| 2   | Países Bajos | 2  | 1  | 1  | 4  | 5  | 2   |
| 3   | Ucrania      | 2  | 0  | 2  | 2  | 6  | 1   |

#### Resultados
| Fecha    | Encuentro              | Resultado | Set   | Set   | Set   | Set   | Set   | Puntuación total |
| Fecha    | Encuentro              | Resultado | 1     | 2     | 3     | 4     | 5     | Puntuación total |
| -------- | ---------------------- | --------- | ----- | ----- | ----- | ----- | ----- | ---------------- |
| 10-04-07 | Países Bajos - Bélgica | 1-3       | 16-25 | 22-25 | 25-20 | 21-25 |       | 84-95            |
| 11-04-07 | Ucrania - Países Bajos | 2-3       | 16-25 | 25-15 | 21-25 | 26-24 | 09-15 | 97-104           |
| 12-04-07 | Bélgica - Ucrania      | 3-0       | 25-19 | 25-13 | 25-08 |       |       | 75-40            |

### Clasificación
| Pos | Equipo  | PJ | PG | PP | SG | SP | PTS |
| --- | ------- | -- | -- | -- | -- | -- | --- |
| 1   | Italia  | 2  | 2  | 0  | 6  | 1  | 6   |
| 2   | Turquía | 2  | 1  | 1  | 4  | 4  | 3   |
| 3   | Estonia | 2  | 0  | 2  | 1  | 6  | 0   |

#### Resultados
| Fecha    | Encuentro         | Resultado | Set   | Set   | Set   | Set   | Set | Puntuación total |
| Fecha    | Encuentro         | Resultado | 1     | 2     | 3     | 4     | 5   | Puntuación total |
| -------- | ----------------- | --------- | ----- | ----- | ----- | ----- | --- | ---------------- |
| 10-04-07 | Italia - Estonia  | 3-0       | 25-16 | 25-17 | 25-10 |       |     | 75-43            |
| 11-04-07 | Turquía - Italia  | 1-3       | 25-17 | 19-25 | 22-25 | 25-22 |     | 88-92            |
| 12-04-07 | Estonia - Turquía | 1-3       | 25-19 | 16-25 | 18-25 | 21-25 |     | 80-94            |

## Fase final
|  | Cuartos de final   | Cuartos de final   |                    |         | Semifinales            | Semifinales            |  |  | Final              | Final |
|  |                    |                    |                    |         |                        |                        |  |  |                    |       |
|  | 13 de abril - Brno |                    |                    |         |                        |                        |  |  |                    |       |
|  |                    |                    |                    |         |                        |                        |  |  |                    |       |
|  | Serbia             | 3                  |                    |         |                        |                        |  |  |                    |       |
|  | Serbia             | 3                  | 14 de julio – Brno |         |                        |                        |  |  |                    |       |
|  | Rusia              | 0                  |                    |         |                        |                        |  |  |                    |       |
|  | Rusia              | 0                  | Italia             | 0       |                        |                        |  |  |                    |       |
|  | 13 de abril – Brno |                    | Italia             | 0       |                        |                        |  |  |                    |       |
|  |                    | Serbia             | 3                  |         |                        |                        |  |  |                    |       |
|  | Italia             | Serbia             | 3                  | 3       |                        |                        |  |  |                    |       |
|  | Italia             |                    | 15 de julio – Brno | 3       |                        |                        |  |  |                    |       |
|  | Países Bajos       | 0                  |                    |         |                        |                        |  |  |                    |       |
|  | Países Bajos       | 0                  | Serbia             | 0       |                        |                        |  |  |                    |       |
|  | 13 de abril - Brno |                    | Serbia             | 0       |                        |                        |  |  |                    |       |
|  |                    | Alemania           | 3                  |         |                        |                        |  |  |                    |       |
|  | Turquía            | Alemania           | 3                  | 0       |                        |                        |  |  |                    |       |
|  | Turquía            | 14 de julio – Brno |                    | 0       |                        |                        |  |  |                    |       |
|  | Bélgica            | 3                  |                    |         |                        |                        |  |  |                    |       |
|  | Bélgica            | 3                  | Alemania           | 3       | Tercer y cuarto puesto | Tercer y cuarto puesto |  |  |                    |       |
|  | 13 de abril – Brno |                    | Alemania           | 3       | Tercer y cuarto puesto | Tercer y cuarto puesto |  |  |                    |       |
|  |                    | Bélgica            | 1                  |         |                        |                        |  |  |                    |       |
|  | Francia            | Bélgica            | 1                  | 1       | Italia                 | 3                      |  |  |                    |       |
|  | Francia            |                    |                    | 1       | Italia                 | 3                      |  |  |                    |       |
|  | Alemania           | 3                  |                    | Bélgica | 1                      |                        |  |  |                    |       |
|  | Alemania           | 3                  |                    |         | 1                      |                        |  |  |                    |       |
|  |                    |                    |                    |         |                        |                        |  |  | 15 de julio – Brno |       |
|  |                    |                    |                    |         |                        |                        |  |  |                    |       |

### Cuartos de final
| Fecha    |          | Resultado |              | Set   | Set   | Set   | Set   | Set | Puntuación Total |
| Fecha    | 1        | Resultado | 2            | 3     | 4     | 5     |       |     | Puntuación Total |
| -------- | -------- | --------- | ------------ | ----- | ----- | ----- | ----- | --- | ---------------- |
| 13-04-07 | Serbia   | 3 - 0     | Rusia        | 25-23 | 25-17 | 25-20 |       |     | 75 - 60          |
| 13-04-07 | Italia   | 0 - 3     | Países Bajos | 30-28 | 25-16 | 25-22 |       |     | 82 - 68          |
| 13-04-07 | Bélgica  | 3 - 0     | Turquía      | 25-21 | 25-18 | 25-23 |       |     | 75 - 62          |
| 13-04-07 | Alemania | 3 - 1     | Francia      | 25-22 | 19-25 | 25-12 | 25-16 |     | 94 - 75          |

### Semifinal
| Fecha    |          | Resultado |         | Set   | Set   | Set   | Set   | Set | Puntuación Total |
| Fecha    | 1        | Resultado | 2       | 3     | 4     | 5     |       |     | Puntuación Total |
| -------- | -------- | --------- | ------- | ----- | ----- | ----- | ----- | --- | ---------------- |
| 14-04-07 | Serbia   | 3 - 0     | Italia  | 25-12 | 31-29 | 25-23 |       |     | 81 - 64          |
| 14-04-07 | Alemania | 3 - 1     | Bélgica | 25-21 | 23-25 | 25-22 | 25-19 |     | 98 - 87          |

### 3° Puesto
| Fecha    |        | Resultado |         | Set   | Set   | Set   | Set   | Set | Puntuación Total |
| Fecha    | 1      | Resultado | 2       | 3     | 4     | 5     |       |     | Puntuación Total |
| -------- | ------ | --------- | ------- | ----- | ----- | ----- | ----- | --- | ---------------- |
| 15-04-07 | Italia | 3 - 1     | Bélgica | 25-21 | 25-20 | 21-25 | 26-24 |     | 97 - 90          |

### Final
| Fecha    |          | Resultado |        | Set   | Set   | Set   | Set | Set | Puntuación Total |
| Fecha    | 1        | Resultado | 2      | 3     | 4     | 5     |     |     | Puntuación Total |
| -------- | -------- | --------- | ------ | ----- | ----- | ----- | --- | --- | ---------------- |
| 15-04-07 | Alemania | 3 - 0     | Serbia | 27-25 | 25-23 | 28-26 |     |     | 80 - 74          |

## Clasificación final
| Pos | Equipo          |
| --- | --------------- |
| 1   | Alemania        |
| 2   | Serbia          |
| 3   | Italia          |
| 4   | Bélgica         |
| 5   | Rusia           |
| 6   | Turquía         |
| 7   | Países Bajos    |
| 8   | Francia         |
| 9   | República Checa |
| 10  | Estonia         |
| 11  | Polonia         |
| 12  | Ucrania         |

## Distinciones individuales
| Distinción      | Nombre            | Equipo   |
| --------------- | ----------------- | -------- |
| MVP             | Stefana Veljkovic | Serbia   |
| Mejor Anotadora | Jolien Wittock    | Bélgica  |
| Mejor Ataque    | Alessia Gennari   | Italia   |
| Mejor Bloqueo   | Berit Kauffeldt   | Alemania |
| Mejor Servicio  | Yana De Leeuw     | Bélgica  |

| Predecesor: Estonia 2005 | Campeonato Europeo de Voleibol Femenino Sub-18 República Checa 2007 | Sucesor: Holanda 2009 |